# Tapeinosperma ateouense
Tapeinosperma ateouense är en viveväxtart som beskrevs av Maurice Schmid. Tapeinosperma ateouense ingår i släktet Tapeinosperma och familjen viveväxter. Inga underarter finns listade i Catalogue of Life.